# Guglielmo di Tocco
Guglielmo di Tocco (Melfi, ... – Napoli, 23 settembre 1335) è stato un nobile italiano, governatore di Corfù e fondatore della famiglia Tocco.

## Biografia
Guglielmo era il figlio di Pietro Tocco, notaio di Melfi, nel Regno di Napoli ai tempi del Re Carlo I d'Angiò. Nel 1330 fu nominato governatore di Corfù da Filippo I d'Angiò.
Si sposò due volte. Dal suo primo matrimonio con Giovanna Torelli ebbe un figlio, Pietro, conte di Martina Franca e siniscalco di Roberto di Taranto. Dal suo secondo matrimonio con Margherita Orsini, figlia di Giovanni Orsini, ebbe quattro figli:
- Leonardo, dal quale discese la linea dei Tocco che governò sulle Isole Ionie e sul Despotato d'Epiro[2];
- Nicoletto, che divenne monaco;
- Ludovico, siniscalco di Roberto di Taranto nel 1354;
- Margherita, che divenne suora a Napoli.

Guglielmo di Tocco è uno dei tre biografi di San Tommaso d'Aquino, frate domenicano e fu testimone diretto e promotore della causa di beatificazione. Già sacerdote, dal 1271 al 1274 assistette alle lezioni di Tommaso nel convento domenicano di Napoli, dove conobbe fra Reginaldo da Piperno e altri confratelli che in seguito gli avrebbero fornito notizie inerenti alla vita dell'Aquinate. Il processo di canonizzazione gli diede modo di udire tutti i monaci di Fossanova, dove il teologo domenicano trascorse i suoi ultimi giorni. Inoltre registrò le testimonianze di Tommaso II Sanseverino e di Caterina di Morra, rispettivamente figli di Teodora e di Maria, sorelle del santo.